# 玉哇失
玉哇失（13世纪—1306年），元朝阿速人，也烈拔都儿之子。
玉哇失袭父也烈拔都儿之职为阿速军千户。以镇巢2052户为食邑，从伯颜平定南宋。1277年，率军和土土哈征讨昔里吉，从伯颜征伐，进军鄂尔浑河，击败昔里吉和药木忽儿，追至金山。讨平只儿瓦歹、和林。屡立战功，进定远大将军、前卫亲军都指挥使。1287年，又从忽必烈讨乃颜，为前锋，力战破敌，击败哈丹秃鲁干。在西拉木伦河擒获乃颜。多次击败塔不带、哈丹秃鲁干等。
1293年，和土土哈统领阿速、钦察大军击败海都扰乱边境的军队，收取乞儿吉思、撼合纳、乌斯、谦州、益兰州等地（亦必兒失必兒之戰）。跟随铁穆耳多次击败海都。1297年，攻打八邻部，击败海都之子秃曲灭。1298年，在合剌合塔击败笃哇。1301年，海山镇北边，孛罗帖木儿所将兵为海都困于小谷，玉哇失出援，击败海都、笃哇。因功，进封镇国上将军。

## 延伸阅读
[在维基数据编辑]
 《元史/卷132》，出自宋濂《元史》
 《新元史/卷178》，出自柯劭忞《新元史》